# Гриневицкий, Игнатий Иоахимович
Игна́тий Иоахи́мович Гриневи́цкий (бел. Ігнат Іаахімавіч Грынявіцкі; 17 июня 1856, фольварк Басин, Бобруйский уезд, Минская губерния — 1 [13] марта 1881, Санкт-Петербург) — российский революционер, член подпольной революционно-террористической организации (партии) «Народная воля», один из первомартовцев. 
Непосредственный убийца (террорист-смертник) императора Александра II.

## Биография
Игнат (Игнатий Иоахимович) Гриневицкий родился в фольварке Басин Свислочской волости Бобруйского уезда Минской губернии (в настоящее время Кличевский район Могилёвской области Белоруссии) в дворянской семье родового герба Пржегоня, в семье мелкопоместного поляка-землевладельца.
Учился в реальной гимназии в Белостоке.
Современники описывали его как шатена невысокого роста, с небольшой растительностью на лице, немного картавившего, с некоторой наклонностью к юмору. «Круглоголовый, кудрявый, с высоким лбом мыслителя, Игнатий был добродушен, сдержан, не склонен к конфликтам».
В 1875 году он поступил в Петербургский технологический институт, где принимал участие в студенческом революционном движении. В 1879 году вступил в народнический кружок и, пройдя безуспешный путь «хождения в народ», вошёл в «Народную волю», где имел подпольные клички «Михаил Иванович» и «Котик». Распространял нелегальную литературу, затем работал в нелегальной типографии (был одним из главных организаторов и работников как «Рабочей газеты» (первый № вышел в ноябре 1880 года, второй — в январе 1881 года), так и типографии, где она печаталась), занимался пропагандой среди рабочих.
Когда созрел план убийства императора Александра II, Гриневицкий одним из первых откликнулся на призыв Исполнительного комитета «Народной воли» принять в нём участие, и вместе с другими, под руководством С. Л. Перовской, следил за выездами императора и был назначен в число «бомбистов-метальщиков» (как и Емельянов, Михайлов и Рысаков). 
Подготовляя убийство императора, народовольцы сняли лавку на Малой Садовой улице, где под видом хозяев, Кобозевых, жили Ю. Н. Богданович и А. В. Якимова. Здесь был сделан подкоп и заложена мина, в надежде, что император проедет по этой улице. Также в день убийства на другом возможном пути следования Александра II, на Екатерининском канале, были расставлены «бомбисты-метальщики».
С. Л. Перовская расставляя «бомбистов-метальщиков», поставила Гриневицкого, как наиболее решительного и хладнокровного человека, на самом ответственном месте преступления.
1 (13 марта) 1881 участвовал в убийстве царя Александра II. Именно он бросил бомбу, взорвавшую его вместе с царём. При взрыве получил тяжёлые ранения. Скончался около 10 часов вечера в день покушения в придворном Конюшенном госпитале, перед смертью ответив на вопрос об имени и звании «не знаю».

Мне не придётся участвовать в последней борьбе. Судьба обрекла меня на раннюю гибель, и я не увижу победы, не буду жить ни одного дня, ни часа в светлое время торжества, но считаю, что своей смертью сделаю всё, что должен был сделать, и большего от меня никто, никто на свете требовать не может.— из завещания
После смерти тело Гриневицкого долгое время не было опознано; в тексте приговора по делу первомартовцев он фигурирует как «умерший 1 марта человек, проживавший под ложным именем Ельникова». Одно время его отождествляли с Николаем Тютчевым, в действительности находившимся на момент убийства Александра II в Сибири. Его ФИО правительство России узнало уже после окончания процесса первомартовцев.

## Адрес в Санкт-Петербурге
Первая половина января — 1 марта 1881 года — доходный дом — почтовый адрес: Симбирская улица, дом № 59 (ныне улица Комсомола, дом № 49).

## Память
Имя Гриневицкого с 1975 года по 1998 год носил мост в Ленинграде (ныне Ново-Конюшенный мост), находящийся поблизости от места, где был убит Александр II.

## Упоминание в художественной литературе
- Борис Акунин, Статский советник, М.,1999
- Пётр Краснов. Цареубийцы. М., Прозерпина,1994